# Masahito
Masahito (ook bekend als: Hitachi) (Tokio), 28 november 1935) is een lid van het Japanse Keizerlijk Huis en een oom van keizer Naruhito. Hij is na Akihito de tweede zoon van keizer Hirohito en Nagako Kuni, en is de derde in lijn van troonopvolging.

## Biografie

### Jeugd en studie
Prins Masahito studeerde aan de Gakushūin-school in Tokio. In 1944 werd de prins uit voorzorg met zijn broer naar Nikko geëvacueerd, wegens de Amerikaanse bombardementen op Tokio.
Na de oorlog werd Masahito onderwezen in het Engels. In 1958 ontving hij een graad in scheikunde aan de Gakushūin Universiteit. In 1969 werd hij onderzoeksassistent van de Japanse Stichting voor Kankeronderzoek, gespecialiseerd in de studie van celdeling. 

## Huwelijk

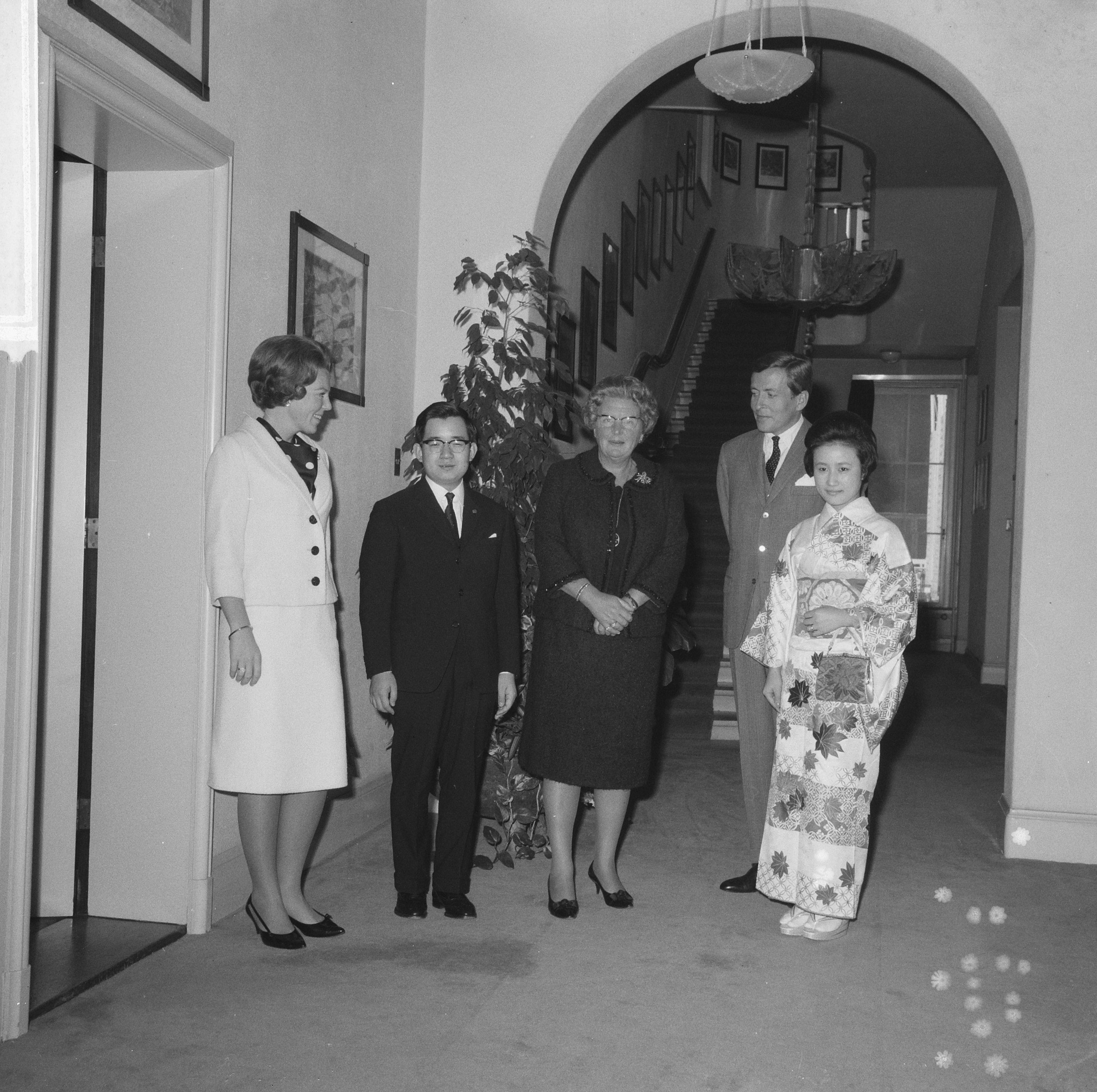
De prins met zijn vrouw op bezoek bij koningin Juliana, prins Claus en prinses Beatrix op paleis Soestdijk in 1965.

Op 30 september 1964 trouwde de prins met Hanako Tsugaru (19 juli 1940). Het echtpaar kreeg geen kinderen.